# Olimpizm
Olimpizm – termin odnoszący się do filozofii igrzysk olimpijskich i nawiązujący do odtworzenia starogreckiego obyczaju rozgrywania zawodów sportowych w Olimpii.
Olimpizm można pojmować jako ideologię lub zarys systemu wartości, który przybiera formę olimpijskiego ideału. Odmienne znaczenie przysługuje olimpizmowi interpretowanemu jako doktryna zrealizowana poprzez ruch społeczny. Bardzo często olimpizm określa się również jako ogół wydarzeń związanych wyłącznie ze stroną czysto sportową, a więc z igrzyskami olimpijskimi, czyli bezpośrednimi spotkaniami „olimpijczyków”. Najszerszym ujęciem jest jednak jego postrzeganie jako całość faktów sięgających do wszelkiego sportu, a nawet powszechnej kultury fizycznej. W innych definicjach olimpizm rozpatruje się także między innymi jako produkt europejski.
Według definicji zawartej w Karcie Olimpijskiej olimpizm jest filozofią życia, chwalącą i łączącą w zrównoważoną całość jakość ciała, woli i umysłu. Dzięki połączeniu sportu z kulturą i edukacją olimpizm dąży do krzewienia sposobu życia opartego na wychowawczych wartościach dobrego przykładu, radości z wysiłku, poszanowaniu uniwersalnych podstawowych zasad etycznych oraz odpowiedzialności społecznej. Jednym z głównych celów olimpizmu jest dostosowanie sportu do harmonijnego rozwoju człowieka.
Rozpatrując ideę olimpizmu, naukowcy często przywołują również szereg odniesień historycznych, zestawiając go w dwóch parach:
- Olimpizm klasyczny, starogrecki, pełny filozoficznej i religijnej kalokagatii – olimpizm synkretyczny i kosmopolityczny;
- Olimpizm romantyczny i amatorski  – olimpizm pragmatyczny, profesjonalny, medialny, komercjalny[5].

Autorem ideowych podstaw nowoczesnego olimpizmu był Pierre de Coubertin, francuski baron uważany za ojca nowożytnego ruchu olimpijskiego.